# Нижний Кисельный переулок
Ни́жний Кисе́льный переу́лок (в 1941—1993 годах — 3-й Негли́нный переу́лок) — переулок в Центральном административном округе города Москвы. Проходит от Рождественки до Неглинной. Нумерация домов ведётся от Неглинной.
Переулок проходит по бывшему крутому левому берегу реки Неглинной, из-за чего он круто спускается от Рождественки к Неглинной улице. Некоторые здания в переулке имеют из-за крутизны переменную этажность.

## Происхождение названия
Название происходит от Кисельной слободы, располагавшейся на этом месте. Здесь жили «кисельники», варившие кисель. Выбор места для слободы объясняется непосредственной близостью от современных Кисельных переулков трёх монастырей — Сретенского, Богородице-Рождественского и несуществующего ныне Варсонофьевского, при которых были большие кладбища. Кисель был традиционным напитком на поминках. Прилагательное «Нижний», связанное с тем, что переулок идёт вниз, к Неглинной, переулок получил для отличия от двух других переулков на месте бывшей Кисельной слободы — Большого и Малого.

## История
Переулок возник вместе со слободой в XVII веке. В XIX веке переулок был полностью перестроен; старые здания снесены, на их месте построен целый ряд скромных невысоких домов. В 1941 году переулок был переименован в Третий Неглинный (тогда же параллельные ему Сандуновский и Звонарский переулки переименовали в Первый и Второй Неглинные соответственно), в 1993 году возвращено историческое имя.

## Примечательные здания и сооружения
- № 2 — в начале XIX века здесь был постоялый двор, в 1860 году построено новое здание, где разместились гостиница и почтовая станция ямщика Ечкина.
- № 4 — здание построено в 1845 году, в 1888 к зданию был пристроен флигель с левой стороны.
- № 5/23 — Жилой дом (конец 1920-х — начало 1930-х годов)[1]
- № 6, стр. 1 — Главный дом усадьбы Л. Иванова (1878—1879, архитектор В. Н. Карнеев)